# 130-я стрелковая дивизия (3-го формирования)
130-я стрелковая дивизия (3-го формирования) — воинское соединение Вооружённых Сил СССР в Великой Отечественной войне, действовавшее в период с мая 1943 года по май 1945 года.
Полное название: 130-я стрелковая Таганрогская ордена Ленина Краснознамённая ордена Суворова дивизия.

## История дивизии
Сформирована 1 мая 1943 года на базе 156-й отдельной стрелковой бригады и 159-й отдельной стрелковой бригады 28 армии.
В августе 1943 года дивизия участвовала в прорыве Миус-фронта и в освобождении г.Таганрога, за что 30 августа 1943 года 130-й и 416-й стрелковым дивизиям было присвоено наименование «Таганрогских».
Донбасская операция, Мариупольский десант, Мелитопольская операция
- 10 сентября 1943 года участвовала в освобождении г. Мариуполя (Жданова).
- 17 сентября 1943 года участвовала в освобождении г. Осипенко (Бердянска).
- В сентябре — октябре 1943 года участвовала в освобождении г. Мелитополя[4][5][7].

Одесская операция
В конце марта 1944 года в составе 3-й ударной армии дивизия участвовала в освобождении Николаева. После освобождения Николаева, уже в составе 28-й армии, была выведена в резерв Ставки Верховного Главнокомандования
.
Белорусская операция
- г. Барановичи. Освобождён 8 июля 1944 года в ходе наступления на Барановичско-Слонимском направлении.
- г. Брест. Освобождён 28 июля 1944 года[5][14][15][16].

Инстербургско-Кёнигсбергская операция, Восточно-Прусская операция
20 января 1945 года. Взят г. Гумбиннен (Гусев).
Берлинская наступательная операция, Хальбский котёл
В апреле — мае 1945 года участвовала в разгроме 200-тысячной группировки немецких войск к юго-западу от Берлина, ставшей «одним из самых крупных сражений на окружение на советско-германском фронте».
Закончила войну, участвуя в Пражской операции.
В 1945, после марша в г. Брест, была расформирована. Личный состав дивизии перевели в 50-ю гвардейскую стрелковую дивизию.

## Подчинение
(по)
| Дата       | Фронт (округ)         | Армия                 | Корпус (группа)         | Примечания |
| ---------- | --------------------- | --------------------- | ----------------------- | ---------- |
| 1.05.1943  |                       | 28-я армия            |                         |            |
| 1.06.1943  |                       | 44-я армия            | 37-й стрелковый корпус  |            |
| 1.08.1943  |                       | 44-я армия            |                         |            |
| 1.09.1943  |                       | 44-я армия            | Таганрог                |            |
| 1.10.1943  |                       | 28-я армия            |                         |            |
| 1.12.1943  | 3-й Украинский фронт  | 5-я ударная армия     | 63-й стрелковый корпус  |            |
| 1.01.1944  |                       | 3-я гвардейская армия |                         |            |
| 1.02.1944  |                       | 5-я ударная армия     |                         |            |
| 1.03.1944  | 3-й Украинский фронт  | 5-я ударная армия     | 9-й стрелковый корпус   |            |
| 1.04.1944  | Резерв Ставки ВГК     | 28-я армия            |                         |            |
| 1.05.1944  | Резерв Ставки ВГК     | 28-я армия            | 128-й стрелковый корпус |            |
| 1.06.1944  | 1-й Белорусский фронт | 28-я армия            | 128-й стрелковый корпус |            |
| 1.07.1944  | 1-й Белорусский фронт | 28-я армия            | 128-й стрелковый корпус |            |
| 1.08.1944  |                       | 28-я армия            | 128-й стрелковый корпус |            |
| 15.09.1944 | Резерв Ставки ВГК     | 28-я армия            | 128-й стрелковый корпус |            |
| 13.10.1944 | 3-й Белорусский фронт | 28-я армия            | 128-й стрелковый корпус |            |
| 1.11.1944  | 3-й Белорусский фронт | 28-я армия            | 128-й стрелковый корпус |            |
| 1.12.1944  | 3-й Белорусский фронт | 28-я армия            | 128-й стрелковый корпус |            |
| 1.01.1945  | 3-й Белорусский фронт | 28-я армия            | 128-й стрелковый корпус |            |
| 1.02.1945  | 3-й Белорусский фронт | 28-я армия            | 128-й стрелковый корпус |            |
| 1.03.1945  | 3-й Белорусский фронт | 28-я армия            | 128-й стрелковый корпус |            |
| 1.04.1945  | Резерв Ставки ВГК     | 28-я армия            | 128-й стрелковый корпус |            |
| 20.04.1945 | 1-й Украинский фронт  | 28-я армия            | 128-й стрелковый корпус |            |

## Состав
(по)
- 371-й стрелковый полк
- 528-й стрелковый полк
- 664-й стрелковый полк,
- 363 артиллерийский полк,
- 215 отдельный истребительно-противотанковый дивизион,
- 151 отдельная разведывательная рота,
- 192 отдельный сапёрный батальон,
- 425 отдельный батальон связи (до 25.11.44 г. — 342 отдельная рота связи),
- 122 отдельный медико-санитарный батальон,
- 103 отдельная рота химической защиты,
- 255 автотранспортная рота,
- 153 полевая хлебопекарня,
- 994 (988) дивизионный ветеринарный лазарет,
- 2281 полевая почтовая станция,
- 1252 полевая касса Государственного банка.

## Командование[25]

### Командиры
- Рухленко, Фёдор Максимович (с 03 по 6 мая 1943 года), полковник;
- Сычёв, Константин Васильевич (с 7 мая 1943 года — до тяжёлого ранения 30 января 1945 года), полковник, с 1945 года — генерал-майор[17];
- Попов, Константин Степанович (с 1 февраля по июль 1945 года), полковник.

### Заместители командира
- Сиванков, Алексей Иванович (03.05.1943 — 29.11.1943), подполковник

## Воины дивизии
| Награда | Ф. И. О.                    | Должность                                                               | Звание          | Дата награждения | Примечания |
| ------- | --------------------------- | ----------------------------------------------------------------------- | --------------- | ---------------- | ---------- |
|         | Бордунов, Виктор Никитович  | помощник командира стрелкового взвода, 664-й стрелковый полк            | сержант         | 24.03.1945       |            |
|         | Васильев, Николай Фёдорович | наводчик орудия артиллерийской батареи, 528-й стрелковый полк           | младший сержант | 25.09.1944       |            |
|         | Гусев, Сергей Иванович      | Заместитель командира 2-го стрелкового батальона, 664-й стрелковый полк | капитан         | 19.04.1945       |            |
|         | Ерофеев, Григорий Петрович  | командир батальона 664-го стрелкового полка                             | капитан         | 23.08.1944       |            |
|         | Чилачава, Шалва Ильич       | командир роты 371-го стрелкового полка                                  | капитан         | 23.08.1944       |            |

## Награды и наименования
| Награда (наименование)               | Дата                                                        | За что награждена |
| ------------------------------------ | ----------------------------------------------------------- | --- |
| Почётное наименование «Таганрогская» | Приказ Верховного Главнокомандующего № 5 от 30.08.1943 года | В ознаменование освобождения Ростовской области и города Таганрога |
| Орден Красного Знамени               | Указ Президиума Верховного Совета СССР от 10.09.1943 года   | За образцовое выполнение боевых заданий командования на фронте борьбы с немецкими захватчиками (за освобождение городов Мариуполь, Волноваха, Чаплино, Барвенково) и проявленные при этом доблесть и мужество. |
| Орден Суворова II степени            | Указ Президиума Верховного Совета СССР от 01.04.1944 года   | За образцовое выполнение заданий командования в боях при освобождении города Николаева и проявленные при этом доблесть и мужество.                                                                             |
| Орден Ленина                         | Указ Президиума Верховного Совета СССР от 23 июля 1944 года | За успешное выполнение боевых заданий командования в боях с немецкими захватчиками при освобождении города Минск, проявленные при этом доблесть и мужество.                                                    |

Награды частей дивизии:
- 371-й стрелковый Брестский Краснознаменный[29] ордена Кутузова[30] полк
- 363-й артиллерийский Краснознаменный[29] полк